# Ophiomyia legitima
Ophiomyia legitima este o specie de muște din genul Ophiomyia, familia Agromyzidae, descrisă de Spencer în anul 1973.
Este endemică în Dominica. Conform Catalogue of Life specia Ophiomyia legitima nu are subspecii cunoscute.